# Sphecodes nigricorpus
Sphecodes nigricorpus är en biart som beskrevs av Mitchell 1956. Sphecodes nigricorpus ingår i släktet blodbin, och familjen vägbin. Inga underarter finns listade i Catalogue of Life.